# Cachao López
Israel "Cachao" López (Havanna, 14 september, 1918 – Coral Gables, 22 maart 2008) was een Cubaans mambomuzikant en contrabassist. Als tiener zat hij al in het symfonieorkest van Havana. 
Samen met zijn broer Orestes López (1908 - 1991) schreef hij duizenden nummers, waarvan eind jaren 30 het nummer Mambo. Daarin was traditionele Cubaanse muziek vermengd met Afrikaanse ritmes. De broers drukten zo een stempel op de Cubaanse muziek van de jaren 1930-1950. 
In de vroege jaren 50 maakte hij de mambo bekend in de Verenigde Staten. Hij heeft een ster op de Hollywood Walk of Fame en wordt gezien als de uitvinder van de mambo. 
In 2008 overleed hij op 89-jarige leeftijd in zijn woonplaats Coral Gables in de Amerikaanse staat Florida.
- Biblioteca Nacional de España: XX4579748
- Bibliothèque nationale de France: cb139674454 (data)
- Gemeinsame Normdatei: 13491757X
- International Standard Name Identifier: 0000 0001 2017 2836
- Library of Congress Control Number: no95010894
- MusicBrainz: d6060786-dac7-4101-80f1-8a10c81d0a7a
- Nationale Bibliotheek van Tsjechië: xx0076806
- Nationale Bibliotheek van Israël: 987007350486805171
- Nederlandse Thesaurus van Auteursnamen: 15160374X
- Virtual International Authority File: 17415144
- WorldCat: E39PBJf4fYVDTVPmBYBgVkkdQq